# Levels (canción de Nick Jonas)
«Levels» es una canción del cantante estadounidense Nick Jonas. Fue lanzado el 21 de agosto de 2015, por Island, Safehouse y Republic. La canción fue escrita y producida por Ian Kirkpatrick y The Monsters and the Strangerz, con letras adicionales proporcionadas por Sam Martin, Sean Douglas, Talay Riley y Like Mike. El vídeo musical de la canción fue dirigido por Colin Tilley y fue lanzado el 30 de agosto de 2015. La canción es el primer y único sencillo de Nick Jonas X2, la reedición de Nick Jonas. La canción fue catalogada por la revista SPIN como la undécima mejor canción de 2015. Los remixes dance de Levels alcanzaron el número uno en el Billboard Dance Club Songs en su edición del 12 de diciembre de 2015.

## Antecedentes
El 13 de agosto de 2015, se reveló que su nuevo sencillo sería llamado Levels y sería lanzado el 21 de agosto de 2015. El anuncio se hizo con una vista previa de 15 segundos de vídeo que le muestra despertarse y prepararse para el día de una manera de James Bond. El 14 de agosto, Nick dijo en una entrevista para MTV: "He estado trabajando duro en la nueva música tratando de empujarme líricamente para decir cosas más profundas", dijo. "Y he pasado por mucho en este último año y medio y quiero hablar de ello y simplemente empujarme como artista y seguir creciendo." El 15 de agosto, Jonas reveló parte de las letras de la canción en su cuenta personal de Twitter. Él tuit "Sé que podemos conseguir más alto ... Hay niveles a tu amor sí hay niveles a tu amor." El 17 de agosto de 2015, Nick lanzó la carátula de la canción.

## Recepción
SPIN Magazine catalogó a Levels como la undécima mejor canción de 2015. Levels en menos de tres minutos, pero si Nick Jonas lo amplía a tres horas de locura inmaculadamente apilada, todavía lo tocamos en un bucle. Levels ofrecía un ritmo lo suficientemente flexible y exuberante como para desafiarlo a subir al piso superior". Billboard elogió la canción, llamándola "realmente, realmente buena". Emilee Lindner, de MTV, escribió sobre la canción: "Levels funge con un golpe de club, acodando las voces del ex-Jonas Brother con sus adelfas falsetto en espiral. Es una melodía rápida de menos de tres minutos, pero es suficiente para inyectarte una pequeña fiesta si la necesitas ".

## Vídeo musical
El 19 de agosto de 2015, Jonas lanzó una imagen detrás de escena en su cuenta de Instagram de la sesión del vídeo. El vídeo musical fue lanzado el 30 de agosto de 2015. El 25 de agosto, tres fragmentos del vídeo musical fueron lanzados los cuales muestran que el vídeo ocurre en un almacén industrial con Nick rodeado por bailarinas, los coches y las cámaras. El 29 de agosto, el vídeo detrás de escenas fue lanzado donde se reveló que el vídeo fue dirigido por Colin Tilley. El vídeo muestra a Jonas y varias mujeres bailando en un almacén abandonado. En unas escenas de pareja, Nick se muestra subiendo un ascensor, en referencia a una letra en el comienzo de la canción.

## Posicionamiento en listas

### Semanales
| Australia      | ARIA Top 100 Singles    | 79 |
| Bélgica (W)    | Ultratip                | 25 |
| Canadá         | Canadian Hot 100        | 23 |
| Escocia        | Scottish Singles Chart  | 23 |
| Estados Unidos | Billboard Hot 100       | 44 |
| Estados Unidos | Dance Club Songs        | 1  |
| Estados Unidos | Pop Songs               | 14 |
| Estados Unidos | Dance/Mix Show Airplay  | 19 |
| Estados Unidos | Rhythmic Songs          | 30 |
| Nueva Zelanda  | NZ Top 40 Singles Chart | 16 |
| Reino Unido    | UK Singles Chart        | 46 |

### Certificaciones
| País           | Organismo certificador | Certificación | Ventas certificadas | Ref.   |
| -------------- | ---------------------- | ------------- | ------------------- | ------ |
| Canadá         | Music Canada           | Oro           | 40 000              | [ 20 ] |
| Estados Unidos | RIAA                   | Oro           | 500 000             | [ 21 ] |
| Nueva Zelanda  | RMNZ                   | Oro           | 7500                | [ 22 ] |